# Rubiclino
Il rubiclino è un minerale appartenente al gruppo del feldspato.

## Etimologia
Il nome si riferisce sia alla composizione chimica che alla struttura: è infatti un minerale di rubidio (rubi-) e ha struttura analoga al microclino (cline).